# 珠環蟹守螺
珠環蟹守螺（学名：Cerithium trailli）为蟹守螺科蟹守螺屬下的一个种。